# Astropecten productus
Astropecten productus is een kamster uit de familie Astropectinidae.
De wetenschappelijke naam van de soort werd in 1906 gepubliceerd door Walter Kenrick Fisher.